# Ophiostoma minuta-bicolor
Ophiostoma minuta-bicolor är en svampart som först beskrevs av R.W. Davidson, och fick sitt nu gällande namn av Georg Hausner, J. Reid & Klassen 1993. Ophiostoma minuta-bicolor ingår i släktet Ophiostoma och familjen Ophiostomataceae.   Inga underarter finns listade i Catalogue of Life.